# RAFO Onești
RAFO Onești a fost o rafinărie de petrol din România cu o capacitate anuală de rafinare de 3,5 milioane tone petrol, înființată în anul 1956 în orașul Onești. Este prima cea mai mare societate de pe Platforma Petrochimică Borzești, aflată la periferia N-E a orașului. Materia primă este preluată din zonele petrolifere ale județului Bacău și prin conducta S.C. Oil Terminal S.A Constanța - Bărăgan - Onești. Principalele produse petroliere realizate erau benzinele, motorinele, propanul, Gaz Petrolier Lichefiat (GPL), păcura, cocsul de petrol, propilena, paraxilena, nafta și sulful de petrol. Se situează pe locul 3 ca mărime în țară după rafinăriile Petrobrazi și Petromidia. 

## Istoric

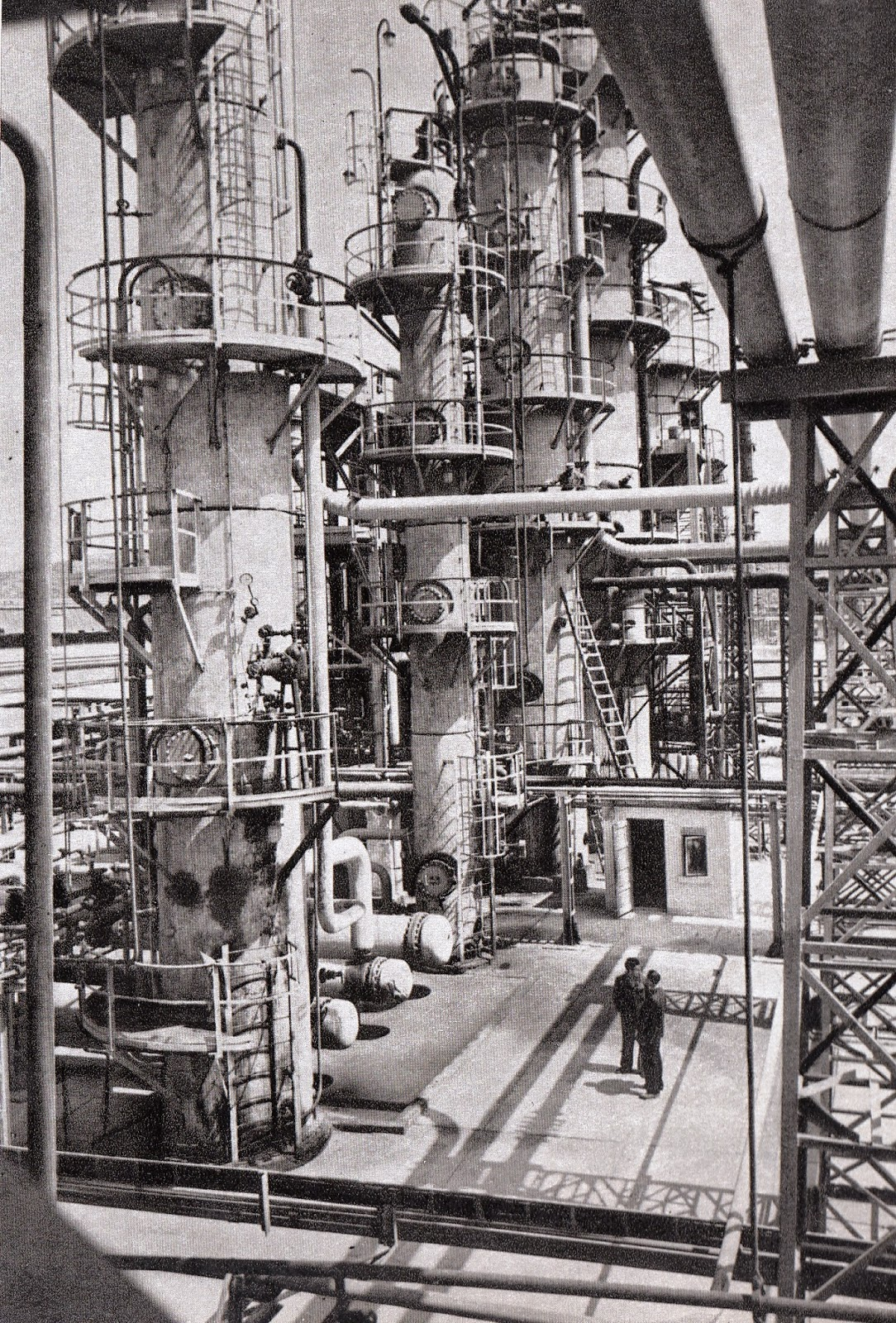
Rafinăria Onești în anul 1963

### Rafinăria I

#### Amplasare și proiectare
Amplasarea rafinăriei și a Platformei Petrochimice Borzești în Onești, pe Valea Trotușului, a fost luată ca urmare a dezvoltării extracției petroliere în zonă.
Rafinăria nr. 10 Onești a fost proiectată începând din 1952 de Institutul de Proiectări pentru Instalații Petroliere (IPIP) din Ploiești în colaborare cu Institutul Ghipro-neftezavodi (în rusă Гипро-нефтезаводы) din Moscova, prin brigada de proiectanți a lui I. R. Novosilțev. Aceasta a constitut o școală tehnică pentru inginerii români. Construcția a fost realizată cu utilaje din țară și import și a fost profilată pe carburanți superiori, cu o orientare pronunțat petrochimică, fiind parte a complexului industrial Borzești.

#### Intrare în funcțiune și îmbunătățire
Rafinăria a intrat în funcțiune în 1 august 1956 cu primele instalații de prelucrare (una de distilare atmosferică și în vid și o stație de desalinare electrică a petrolului), fiind cea mai mare rafinărie din regiunea Moldovei și cea mai modernă din țară la momentul respectiv. După această dată a fost dotată cu capacități noi de producție, în 1959 intrând în funcțiune instalația de fracționare a gazelor și gazolinei, moment în care în Moldova s-au obținut pentru prima dată gaze lichefiate pentru uz casnic, iar în același an a început construcția celor două instalații de cracare catalitică în pat fluidizat și care au fost puse în funcțiune în anul 1960, ce au fost primele din România, cu un efect economic prin creșterea nivelului cifrei octanice la benzină, la producția de gaze și motorină comerciabilă. În vara anului 1959 s-a produs prima benzină superioară cu cifra octanică 90–92 din România.

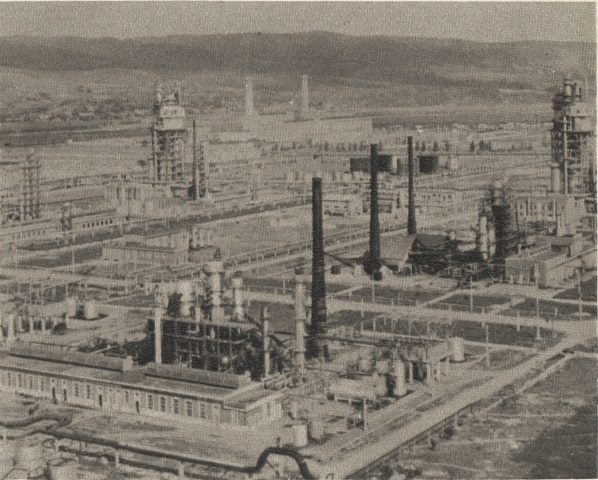
Vedere aeriană cu rafinăria din orașul Gheorghe Gheorghiu-Dej, așa cum este prezentată în Dicționar enciclopedic român (1965)

La momentul intrării în funcțiune a celor două instalații de cracare catalitică au fost reconstruite cele două instalații de distilare atmosferică și vid, ale căror capacități au fost mărite cu aproximativ 21 %, iar în același timp a fost mărită și capacitatea la instalația de desalinare electrică.
În 1961 a fost pornită instalația de cocsare întârziată, prima de acest fel din Republica Populară Română, fiind proiectată și construită în țară cu o licență ICITPR Ploiești și capacitatea de procesare de 300 000 tone/an. Instalația era prevăzută la extragerea cocsului din camerele de cocs cu un sistem hidraulic, transportul și încărcarea cocsului făcându-se mecanizat. Intrarea în funcțiune a dus direct la o prelucrare mai complexă a petrolului, unde gudronul, folosit până atunci în scop de component pentru combustibilul lichid, a început să fie întrebuințat ca materie primă pentru obținerea de gaze (materie primă pentru Combinatul de cauciuc sintetic și produse petrochimice), benzină (component pentru benzina comerciabilă), motorină ușoară (materie primă pentru cracarea catalitică), motorină grea (materie primă pentru cracarea termică) și cocs (pentru piața internă și externă). Instalațiile de cracare catalitică prelucrau astfel distilatul de vid din petrol și distilatul de la instalația de cocsare întârziată.
În 1963 rafinăria a intrat într-o fază nouă de dezvoltare prin construcția unui complex de reformare catalitică proiectat în țară, și cu utilaje provenite din țară și import. Materia primă a instalației consta în benzinele de distilare primară din rafinăriile Dărmănești și Onești, benzină cracată termic și gazolină.
S-a construit și o instalație de calcinare a cocsului. Primele două instalații de distilare (1960) aveau fiecare o capacitate de 1,5 Mtpa și erau folosite pentru procesarea petrolului nesulfuros românesc. O a treia coloană CDU, mai mare (3 Mtpa) a fost adăugată ulterior.
Unitatea de extracție a aromaticilor cu dietilenglicol a fost pusă în funcțiune în 1965, folosind o licență HR Inc.- USA cu o capacitate de procesare de 350.000 tone/an. Materia primă care alimentează unitatea este concentratul aromatic (concentrat de benzen + concentrat de toluen + concentrat de xilen). În același an a fost pusă în funcțiune unitatea de separare a aromaticelor, utilizând o licență HR Inc.- USA, cu o capacitate de procesare de 100.000 tone/an. Mai târziu a fost terminată unitatea de fracționare a gazelor, utilizând o licență HR Inc.- USA, cu o capacitate de procesare de 199.000 tone/an.
Între anii 1966-1970, în cadrul rafinăriei, au intrat în funcțiune următoarele instalații: de solventare a motorinei  cu furfurol, partea de separare a xilenilor din cadrul complexului de reformare catalitică și instalația de fracționare gaze. De asemenea, s-a realizat creșterea capacității de prelucrare la instalațiile de distilare atmosferică și în vid, precum și creșterea producției de cocs.
Pe 1 aprilie 1969 cele două unități de pe platforma industrială, Combinatul Chimic Borzești, Rafinăria Onești și Combinatul de Cauciuc Sintetic Onești, se comasează într-o unitate gigant, Grupul Industrial de Petrochimie Borzești, având în componență: Uzinele Chimice, Uzina de Petrol și Uzina de Cauciuc. Grupul Industrial de Petrochimie Borzești se întinde pe o distanță de 6 km și are 12.000 de salariați, din care 463 au studii superioare.
Platforma Petrochimică Borzești, incluzând și Rafinăria Onești, a furnizat economiei României primele producții de cauciuc sintetic, fenol (întrebuințat ca materie primă în Combinatul de fire și fibre sintetice de la Săvinești), mase plastice, polistiren și PVC, ieșind în evidență alături de alte materii pentru industria petrochimică, fire și fibre sintetice, mase plastice și carburanți, ca impulsul în apariția și dezvoltarea altor ramuri industriale în economia națională, ca cea a industriei de anvelope, medicamente și altele.

Aspecte din interiorul Rafinăriei I
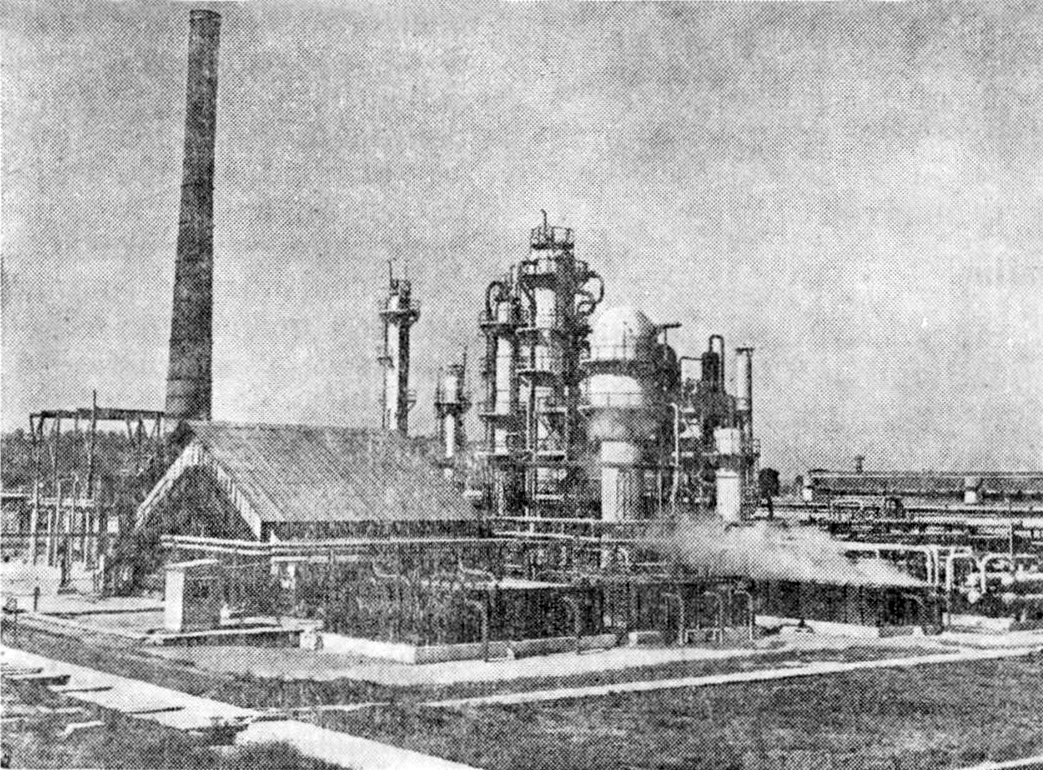
Instalațiile DAV (Distilare Atmosferică și în Vid) 1 și DAV 2
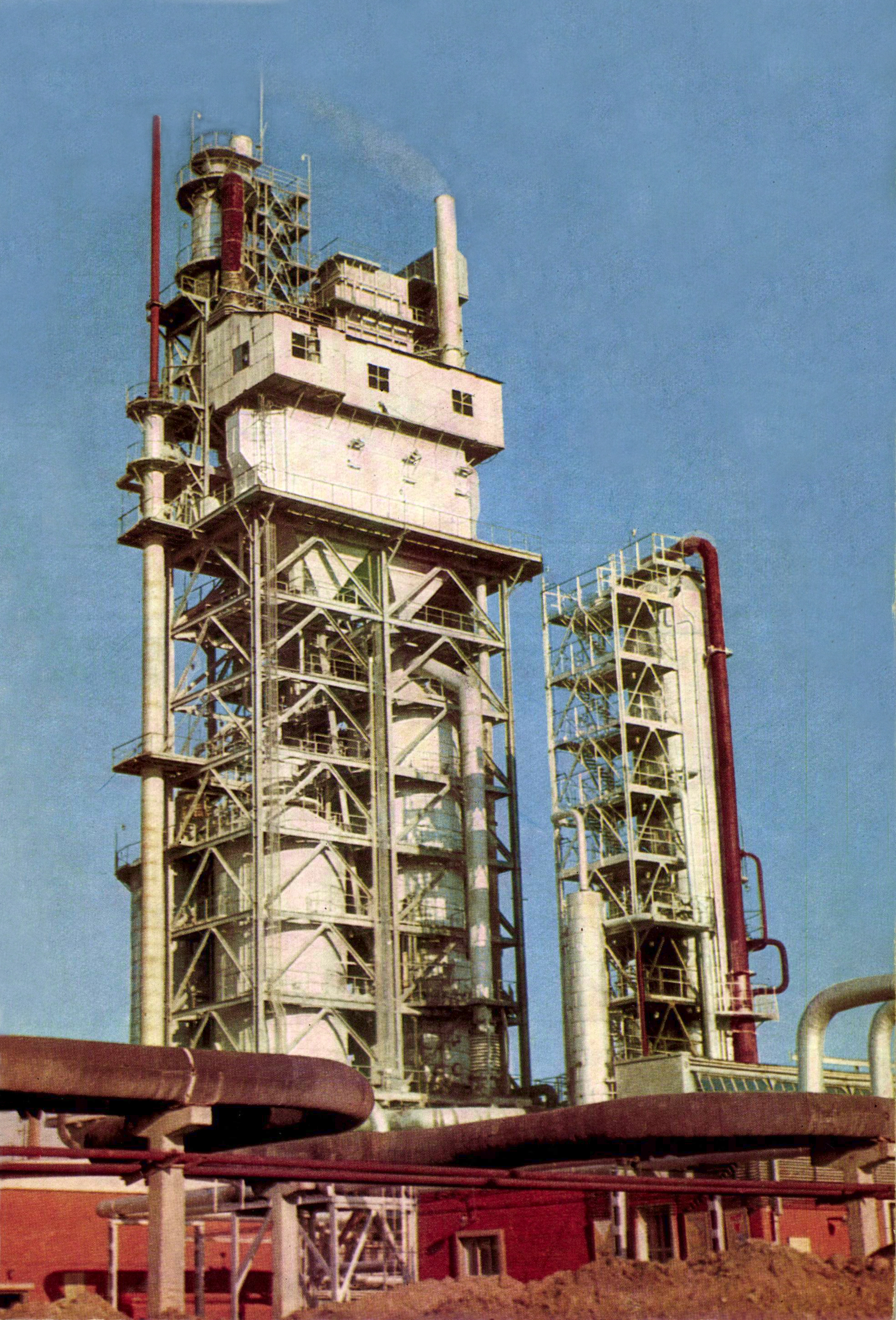
Una dintre unitățile de cracare catalitică cu înălțimea de 69[10] sau 86 de metri.
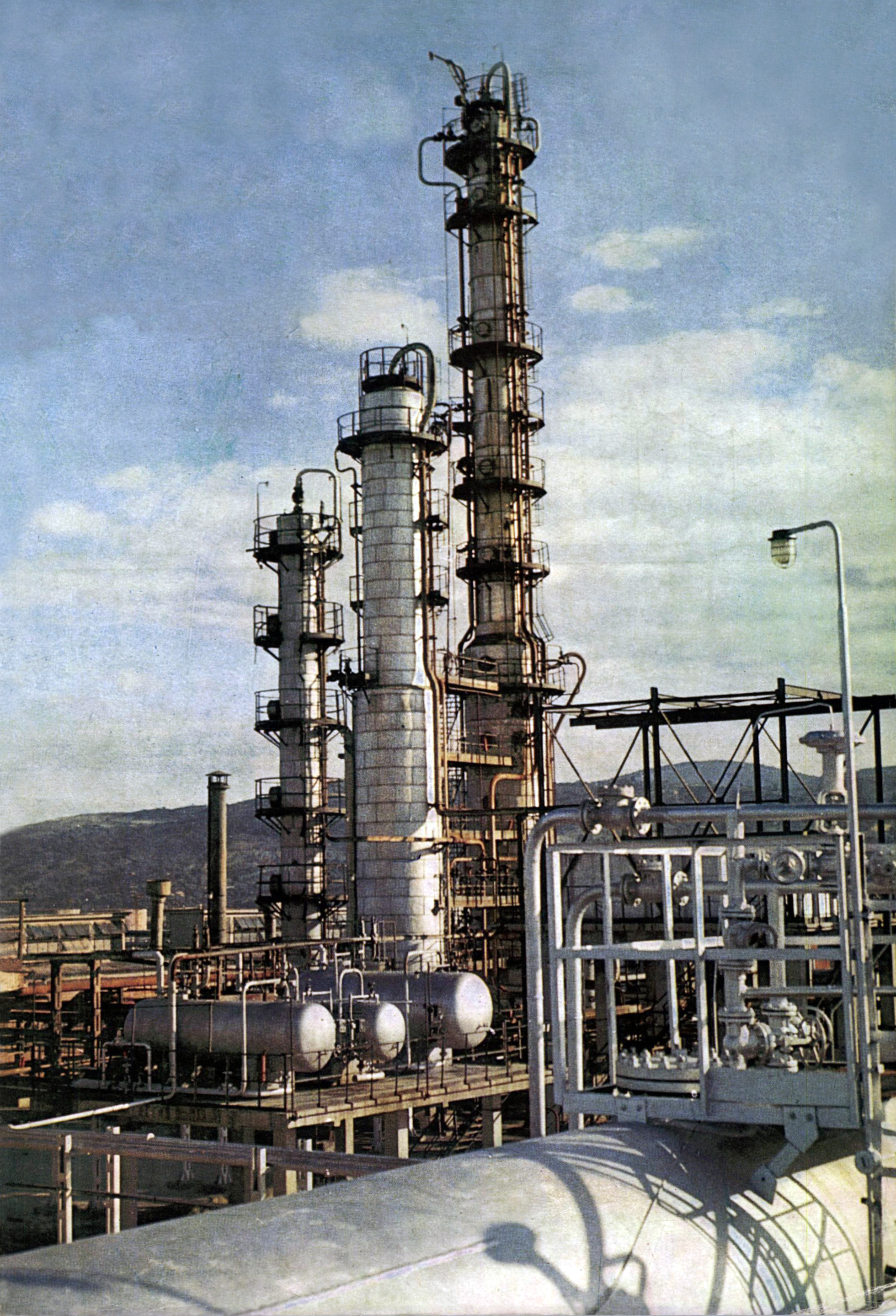
Instalația de absorbție și fracționare de gaze
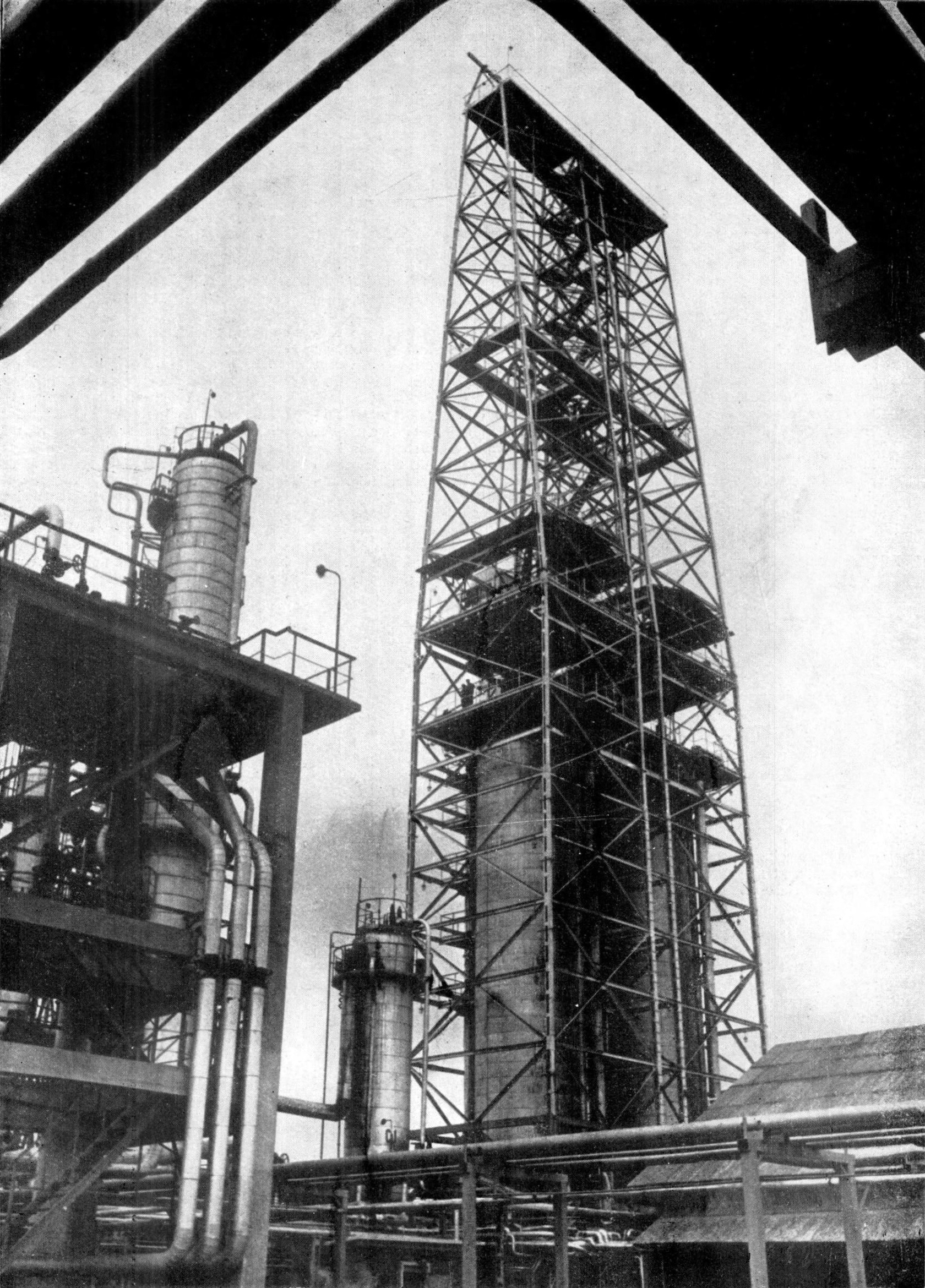
Instalația de cocsare întârziată, cu o înălțime de 65 de metri
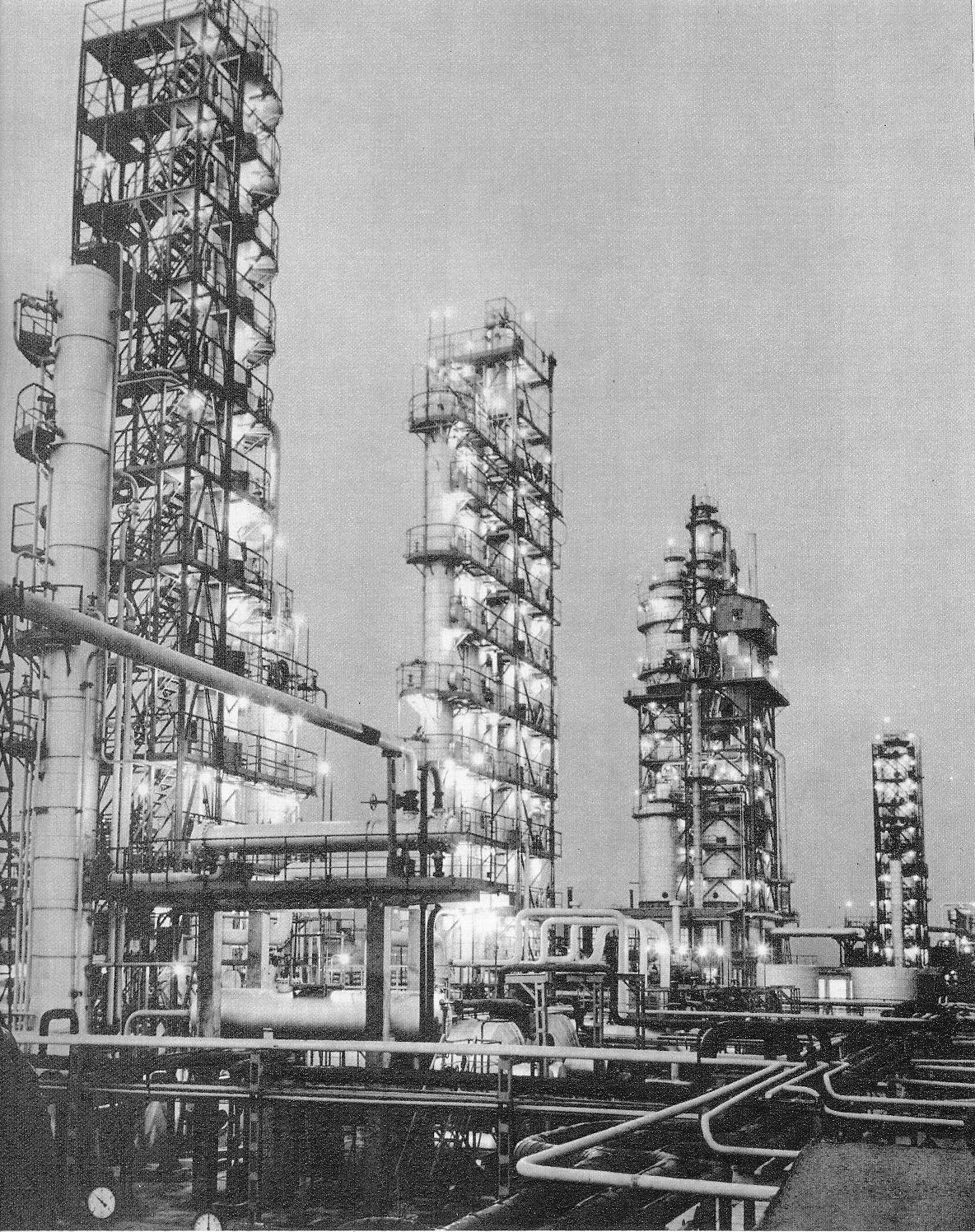
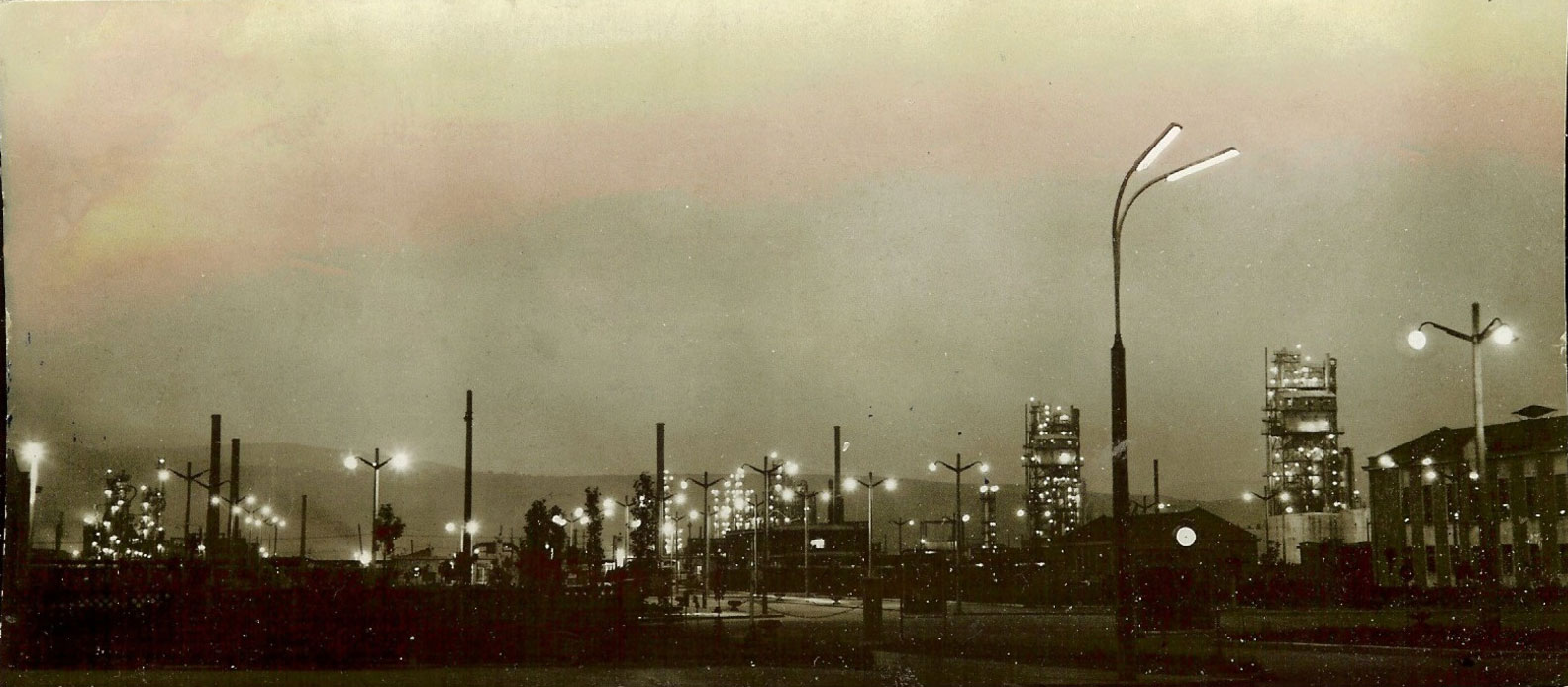
Rafinăria din orașul Gheorghe Gheorghiu-Dej în 1968. Instalațiile de cracare catalitică nr. 1 și 2, la depărtare spre dreapta

### Rafinăria II
În anul 1977 a început construcția Rafinăriei 2, cu o complexitate mai ridicată și capacitate de prelucrare mult mai mare (de 3,5 milioane tone pe an) decât cea a Rafinăriei 1. Aceasta a fost pusă în funcțiune în perioada 1979–1980, putând asigura produse petroliere finite superioare calitativ pentru Platforma Petrochimică Borzești și pentru piață prin intermediul instalațiilor de cracare catalitică pentru obținerea benzinelor cu cifre octanice superioare, a carburanților diesel și a solvenților pentru industria farmaceutică, precum și a lacurilor și vopselelor.
În perioada 1977-1980 se inaugurează a treia magistrală din țară pentru transportul țițeiului din import pe ruta Constanța – Onești, cu un diametru de 50 cm.
În anul 1979 este pusă în funcțiune unitatea de desalinizare electrică cu instalații românești. În anul 1995 este înlocuită cu instalația de desalinizare bielectrică - Petrolite GmbH cu licență germană, cu o capacitate de 3,5 milioane tone/an. În același an este pornită unitatea de distilare atmosferică și în vid, cu o capacitate de 3,5 milioane tone/an, utilizând licența ICITPR Ploiești și a fost reînnoită în mai multe etape începând cu 1992. Au fost înlocuite și adăugate: talere clasice cu cele Mellapak (Elveția); reorganizarea și optimizarea schimbului de căldură asupra țițeiului pe circuitul de preîncălzire și au fost introduse calculatoare și senzori pe coloanele și încălzitoarele de la unitatea de distilare atmosferică. Obiectivul acestei unități este de a elimina impuritățile, apa, sărurile și clorurile din țiței.
În perioada anului 1980 a fost pusă în funcțiune unitatea de hidrofinare a benzinei, utilizând o licență ICITPR Ploiești, are o capacitate de procesare de 800.000 tone/an. Obiectivul acestei unități este de a pregăti materia primă pentru unitatea de reformare catalitică. Astfel, benzina intră direct în amestec cu benzina rezultată din procesul secundar (cocsificarea, cracarea termică), în proporție de 80/20%, este supusă catalizatorului. Procesul de hidrofinare constă în eliminarea compușilor de sulf, oxigen și azot și pentru reținerea metalelor din compușii organometalici.
În același an a fost pusă în funcțiune unitatea de cracare catalitică, folosind o licență UOP⁠(en)[traduceți] USA, capacitatea de procesare a unității fiind de 500.000 tone/an. A fost modernizată în 1995 prin înlocuirea reactorului vechi cu un alt reactor cu o capacitate crescută a catalizatorilor și introducerea reactorului în amonte de unitatea de reformare catalitică. Acest nou reactor are un catalizator de protecție a catalizatorului de reformare împotriva sulfului. Obiectivul unității este obținerea benzinei cu număr octanic și de hidrocarburi crescut.
În 1982 este pornită unitatea de cracare catalitică 3, utilizând o licență UOP-SUA, având o capacitate de procesare de 1,2 milioane tone/an. Obiectivul unității este distilatul în vid în amestec cu fracțiile secundare rezultate din alte procese.
Unitatea de desulfurare a gazelor și recuperare a fost pusă în funcțiune în 1983, are o capacite de 20 000 t/an, fiind proiectată în a desulfura gazele de rafinare care conțin hidrogen sulfurat și pentru a recupera sulful care este transformat final în sulfuri elementare. În această unitate există și o stație de tratare a apelor reziduale ce conțin hidrogen sulfurat și amoniac care rezultă din unitatățile de distilare atmosferică și în vid, hidrofinări și cracări catalitice.
În anul 1984 este inaugurată secția de producere a hidrogenului, utilizând licență ICITPR Ploiești. Obiectivul unității este de a asigura hidrogenul necesar proceselor hidrocatalitice. Capacitatea unității este de 7.200Nm³/h și este formată din trei unități de hidrogen de 2.400Nm³/h, fiecare unitate fiind capabilă să lucreze independent sau împreună.
În anul 1985 a fost pusă în funcțiune unitatea de deparafinare a motorinei și de extracție directă a fracției kerosenului, având licență ICITPR Ploiești. Are o capacitate de procesare de 340.000 tone/an. Unitatea a fost adaptată pentru a lucra în domeniul deparafinării motorinei ușoare, începând cu 1998, utilizând licență INCERP Ploiești. În același an este pusă în funcțiune unitatea de hidrofinare a gazului petrolier, folosind o licență UDP-USA, având o capacitate de procesare de 700.000 tone/an. Obiectivul unității este de a obține gaz petrolier hidrofinat, o componentă a motorinei.
În luna decembrie a anului 1986, În cadrul rafinăriei a intrat în funcțiune instalația Detol de obținere a benzenului prin dezalchilarea toluenului.
Instalația de hidroizomerizare a fracțiilor primare a fost pusă în funcțiune în anul 1987, utilizând o licență IITPIC București, având o capacitate de 60 200 tone/an. Obiectivul principal este dezalchilarea toluenului. Unitatea a fost scoasă din funcțiune în 1991 și a fost reînnoită cu una nouă cu o capacitate de izomerizare a fracțiilor petroliere ușoare, folosind licența INCERP-Ploiești și tehnologie de catalizare românească.
În anul 1995 a fost pusă în funcțiune unitatea de reducere a vâscozității (visbreaking), prin adoptarea unității existente de cracare termică pentru a funcționa la parametrii normali cu o capacitate de procesare de 600.000 tone/an. Procedeul de reducere la o severitate mare permite prelucrarea reziduurilor grele în vid și obținerea unor randamente ridicate de produse ușoare (gaze, benzină, motorină) și un reziduu stabil redus care poate fi utilizat drept combustibil.

#### Oprirea treptată
Pe fondul dinamicii de cerere internă a produselor petroliere după 1990, influențată de factori economici și sociali caracteristici perioadei de tranziție la economia de piață cu recesiune economică, producția locală și importul de petrol au scăzut. În acest fel, rafinăriile mari ale României au recurs la păstrarea a câte unui modul de prelucrare la fiecare. Schimbarea a afectat puternic RAFO, în condițiile în care deținea instalații complexe de cracare catalitică, reformare catalitică, PAREX UOP, hidrofinare a benzinelor, motorinelor și distilatului în vid.
În contextul politicilor de preț nefavorabile, fabricarea hidrocarburilor aromatice a devenit nerentabilă din anul 1991, ducând la oprirea instalației PAREX și a fluxului de separare întreg din aval, incluzând extracție și separare aromatice, izomerizare, metaxilen și dezalchilare toluen. Deși prețurile au redevenit foarte bune după 4–5 ani, rafinăria nu a avut condiții rapide de adaptabilitate la condițiile de piață, iar instalațiile nu au mai putut fi repuse în funcțiune. În 1997, linia de separare de benzen, toluen și xilen a fost sistată din cauza uzurii morale și fizice a instalaților, unde nu s-au mai putut face retehnologizări.
În perioada 1992–1998, capacitatea de prelucrare a fost între 1,8 și 2,2 milioane tone de petrol pe an, acest lucru ducând la menținerea în funcțiune a rafinăriei 2 (cu modulul de 3,5 milioane tone pe an) și o parte din instalațiile utile și viabile de la rafinăria 1 (cocsare, reducere vâscozitate (transformare din cracare termică), fracționare gaze, spații de depozitare și turnuri de răcire).

## Organizare
Până în anul 1990, Rafinăria Onești a făcut parte din Combinatul Petrochimic Borzești împreună cu Combinatul Chimic Borzești și Combinatul de cauciuc sintetic și produse petrochimice Gheorghe Gheorghiu-Dej. Ca parte a industriei române de rafinare, un întreg caracterizat ca fiind cel mai important din Europa Centrală și de Est, rafinăria a funcționat într-un sistem integrat împreună cu celelalte combinate ale platformei Borzești, unde 50 % din producție a fost destinată exportului. În 25 martie 1991, Rafinăria Onești a fost transformată în societate comercială pe acțiuni sub denumirea de S.C. RAFO S.A., prin preluarea întregului patrimoniu al Rafinăriei Onești. În același an a fost inclusă în cadrul S.C. RAFIROM S.A. București.
În anul 1996 RAFO S.A. a fost inclusă în Compania Română de Petrol (CRP) București, fiind desprinsă iar în 1997 ca unitate independentă.

## Distribuția

### În țară
În anul 2007, rețeaua de retail RAFO cuprindea circa 290 de benzinării, din care 33 în proprietate, aproximativ 250 de stații particulare afiliate, laborator mobil și stații de stocare în Brașov, Craiova, Cluj-Napoca, Bărăgan. 
În N-C-S Moldovei și întreaga Transilvanie erau livrate în principal următoarele produse: benzina, motorina, GPL, păcura ușoară, cocsul și sulful.

### În străinătate
Dintre produsele petroliere obținute, cele mai exportabile erau benzina, motorina, cocsul de petrol și, în ultima perioadă, sulful petrolier.
Benzina și motorina au fost exportate pe piața occidentală (Canada, SUA), precum și pe piețele de vecinătate: Republica Moldova, Ucraina, Ungaria, Austria, Bulgaria. Doar cocsul petrolier a fost exportat în Asia (Turcia).

### Fișe tehnice
În urma programului de retehnologizare a rafinăriei s-a implementat și certificarea Sistemului de Management Integrat Calitate-Mediu conform cerințelor ISO 9001:2000 și ISO 14001:2004.
- Motorine: Motorină Euro4, Motorină Euro5;
- Benzine: Benzină Euro4;
- Gaze petroliere: Gaz Petrolier Lichefiat (GPL), GPL auto, Propan, Propilenă;
- Alte produse: Păcură.

## Secții de producție
- DAV1, DAV2 - Distilare Atmosferică și în Vid - 3,5 milioane tone/an - tehnologie SULZER Elveția (pentru talerele Mellapak)Schema de profil a rafinăriei RAFO - fluxurile principale de producție

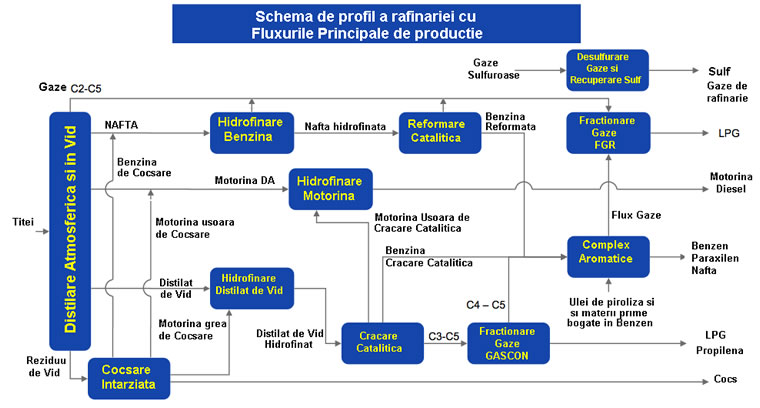
Schema de profil a rafinăriei RAFO - fluxurile principale de producție

- PHB - Unitatea de Hidrofinare a Benzinei
- RC1, RC2 - Unitatea de Reformare Catalitică - tehnologie UOP SUA
- HM, HP, HM2 - Unitatea de hidrofinare a Gazului petrolier lichefiat
- HDV - Unitatea de hidrofinare a Gazului petrolier lichefiat în vid
- CC1, CC2, CC3  - Unități de Cracare Catalitică - tehnologie UOP SUA
- Secții fabricare hidrogen - tehnologie SELAS Franța
- (MTBE și TAME) - unități eter
- DGRS - unitatea Desulfurare Gaz și unitatea de Recuperare Sulf, stripare ape uzate
- FGR - unitatea Fracționare Gaze și Recuperare
- AMC - secții mecanice
- desalinizare electrică a țițeiului - tehnologie PETROLIT Germania
- Stație de ardere gaze
- Unități de producție proprie: abur, aer tehnic si instrumental, azot, apă de răcire
- Secția de ape uzate mecanice-chimice și stație de epurare biologică
- Unitatea de produse brute, finite și semi-finite, rezervoare de stocare gaze lichefiate
- Camioane și automotoare, rack-uri de încărcare
- Stație de descărcare materie primă

## Secții în conservare
- Extracție aromatice - separare (2 linii): benzen, toluen, ortoxilen, etilbenzen, paraxilen, metaxilen.
- Separarea paraxilen (include separarea de benzen orto-etil, izomerizare methaxylene, separare paraxilen prin absorbție) - separare paraxilen (PAREX), izomerizare metaxilen (IMX) - tehnologie UOP SUA

## Foste proiecte în derulare
- Creșterea capacității unității de cocsare întârziată cu până la 650 Kta
- Unități producție carburanți Euro 5 (2011).
- Bloc aromatic: unități de Paraxylene - 411 Kta și benzen - 233 Kta[14]

### Statistici
Are o capacitate de 3,5 milioane tone pe an / 8000 t zi. Factorul mediu de complexitate al rafinăriei, reprezentat de indicele Nelson, este de 8,69.
Număr de angajați
- 2002: 3.000[15]
- 2006: 2.600[16]
- 2011: 928[15]

Cifra de afaceri:
- 2006: 719,9 milioane RON[17]
- 2007: 575,4 milioane RON[17]

## Sponsorizări
Societatea Balkan Petroleum controlată de Marian Iancu a făcut în anul 2006 un contract de publicitate împreună cu compania austriacă Expanet Trading Ltd. cu echipa de fotbal Steaua București pentru suma de 1 milion de euro (cea mai mare din România la acea vreme) sigla Rafo apărând pe tricourile jucătorilor iar imaginea societății Rafo, în plină reorganizare judiciară și cu datorii de peste 200 de milioane de euro, să fie spălată. În trecut, rafinăria a susținut între 1994-2004 clubul de fotbal FC Onești împreună cu societatea Carom.

## Falimentarea

Logo vechi al Rafinăriei Onești

A fost privatizată în anul 2001 prin preluarea pachetului majoritar de acțiuni (59,9%) de către consorțiul format din Imperial Oil (deținută de Corneliu Iacubov) și Canyon Servicos (Portugalia) pentru suma de 7,48 milioane dolari.
Compania Canyon Servicos este împarțită între firmele Merrydown și Meadowside Management, cu sediul în Insula Nevis (paradis fiscal) și sunt conduse de Jorge Rivera și Carlos Apodaca, doi avocați care reprezintă interesele cunoscutului lider PSD Viorel Hrebenciuc.
În 2001, după o estimare, rafinăria putea funcționa la un prag de rentabilitate de 230 000–250 000 tone de petrol pe lună (2,5 milioane tone pe an), cu o cifră de afaceri de 10 000 miliarde lei anual și cu un profit brut între 275 – 300 miliarde lei anual.
Firma britanică Balkan Petroleum a preluat de la acest consorțiu pachetul majoritar în anul 2003. Compania Calder-A (parte a grupului Petrochemical Holding) a achiziționat Balkan Petroleum în noiembrie 2006, devenind acționarul majoritar.
RAFO Onești a intrat în procedură de reorganizare judiciară în aprilie 2004, fiind cel mai mare datornic la buget. La acel moment, conform Centrului Român pentru Jurnalism de Investigație, Gabriel Bivolaru ar fi fost „stăpânul din umbră” al RAFO Onești.
La sfârșitul anului 2004, guvernul Năstase a aprobat ștergerea datoriilor, convertindu-le în acțiuni.
În iulie 2005, compania Calder A a preluat pachetul majoritar de acțiuni la RAFO. În spatele Calder A se afla fondul PMG-Privatstiftung, condus de omul de afaceri rus Yakov Goldovsky.
În 2007, AVAS a ridicat gajul instituit asupra acțiunilor rafinăriei, investițiile asumate prin contractul de privatizare fiind efectuate. Până în noiembrie 2007, RAFO Onești a plătit toate datoriile către bugetul general consolidat, în suma de 898 milioane de RON (aproximativ 250 milioane Euro). Tot în noiembrie 2007, acționarii RAFO Onești au aprobat majorarea capitalului social la 2,01 miliarde lei (570 milioane euro).
În mai 2007, RAFO Onești a preluat Rafinăria Dărmănești, ca punct de lucru.
În anul 2008 a fost demarată procedura de modernizare estimată pe o durată de doi ani, rafinăria Rafo încetând procesul de producție până în prezent.
Rafinăria a fost cumpărată, în anul 2009, de Petrochemical Holding - proprietatea fostului oligarh rus Iakov Goldovskiy care a deținut colosul petrochimic Sibur până la venirea la putere a lui Vladimir Putin. Ulterior Goldovskyi a fost arestat pentru șapte luni după care a fost eliberat, a părăsit Rusia și a înființat Petrochemical Holding în Austria, companie aflată printre primele din Europa la producerea de PET-uri.
În 2011, ieșise dintr-o procedură de reorganizare care durase nu mai puțin de 7 ani, urmare a precedentei intrări în insolvență, survenită în 2004. Tribunalul Bacău a admis pe 27 octombrie cererea de intrare în insolvență a Rafo și a numit ca administrator judiciar provizoriu Casa de Insolvență Transilvania.
Pe 3 februarie 2015, compania austriacă Petrochemical Holding, acționar majoritar la RAFO, a anunțat că va închide și va vinde la fier vechi rafinăria de la Onești.
Datorită situației financiare a RAFO, îl împuternicesc pe directorul general RAFO SA să înceapă procedura de desfacere (vânzare) a activelor și utilajelor aferente ale companiei, potrivit unui comunicat al companiei transmis Bursei de Valori București.
La finalul anului 2015, Rafo Onești avea datorii totale de peste 312 milioane lei, acumulând, în ultimii 6 ani, pierderi însumate de peste 287 milioane lei.
Oligarhul rus Yakov Goldovskiy, apropiat de regimul Putin, a vândut rafinăria în august 2016 unui basarabean, Vitali Cebanu cu firma Adres Capital GmbH, preluând cele 96,5% din acțiuni, el este și apropiat de Renato Usatîi. Acesta din urmă este urmărit internațional pentru comandarea unui asasinat la Londra și s-ar ascunde la Moscova.
Basarabeanul a vândut rafinăria unui belgian, Daniel Goldenberg, acesta fiind proprietarul firmei Result-4-You BVBA, fost membru în Consiliul de Administrație al Rafo.
Pe 6 noiembrie 2016 Rafo a reintrat în insolvență, după 5 ani, din propria inițiativă datorită restanțelor către cei 385 de angajați.
În februarie 2017, ambasadorul Republicii Iran la București, Hamid Moayyer, i s-a oferit acestuia documentația solicitată inițial despre situația în care se găsește, în prezent, societatea Rafo Onești. La sfârșitul anului 2016 ambasadorul Iranului a fost în Bacău, unde a avut întâlniri inclusiv cu reprezentanții Rafo, dar și cu ai autorităților locale, la Camera de Comerț și Industrie. Încă de atunci a solicitat mai multe detalii despre Rafo, pentru că statul iranian ar fi interesat de această rafinărie. Recent, Ministerul Energiei de acolo a transmis din nou acest interes.
Pe 18 martie 2017 Judecătorii Tribunalului Bacău au ridicat sechestrul aplicat de Fisc pe bunurile Rafo Onești. Numai valoarea bunurilor mobile a fost estimată la 400.000.000 lei, adică aproape 90.000.000 euro. Ridicarea sechestrului a fost cerută de acționarul majoritar, dar și de sindicaliști. Cei aproape 400 de angajați ai Rafo nu și-au primit salariile din luna martie a anului 2016, acționarii ruși acuzând de această situație sechestrul.
În decembrie 2017 rafinăria a fost scoasă la vânzare cu un preț de pornire inițial de 59,5 milioane dolari plus TVA (70,8 milioane dolari în total), rezultat în urma evaluării de piață, neputând fi cedată sub valoarea de lichidare de 29,75 milioane dolari plus TVA, adică 50% din valoarea de piață. Aceasta avea datorii de peste 330 milioane lei.
În iulie 2020, rafinăria a fost preluată de compania Roserv Oil (parte a Grupului GRAMPET, deținut de omul de afaceri Gruia Stoica), cu suma de 6 milioane de dolari plus TVA.

## Dosarul RAFO-CAROM
La 27 noiembrie 2011, omul de afaceri Marian Iancu a fost condamnat la zece ani de închisoare în dosarul Rafo de către Tribunalul București. În dosarul RAFO a fost implicat și omul de afaceri Valeriu Damian, proprietarul lanțului de benzinării Helios.

## În cultură
Construirea și punerea în funcție a rafinăriei în anii 1955–1956 a fost descrisă în romanul „Martor în constelații” al lui Ion Ruse, publicat în 1964.